# Israelische Badmintonmeisterschaft 2023
Die Israelische Badmintonmeisterschaft 2023 fand vom 27. bis zum 29. April 2023 in Daliyat al-Karmel statt.

## Medaillengewinner
| Disziplin    | Gold                             | Silber                        | Bronze                        |
| ------------ | -------------------------------- | ----------------------------- | ----------------------------- |
| Herreneinzel | Misha Zilberman                  | Idan Schneidman               | May Bar Netzer                |
| Herreneinzel | Misha Zilberman                  | Idan Schneidman               | Amir Shapira                  |
| Dameneinzel  | Heli Neiman                      | Ksenia Polikarpova            | Alina Bergelson               |
| Dameneinzel  | Heli Neiman                      | Ksenia Polikarpova            | Dana Danilenko                |
| Herrendoppel | Daniil Dubovenko Misha Zilberman | May Bar Netzer Maxim Grinblat | Mark Aronchik Idan Schneidman |
| Herrendoppel | Daniil Dubovenko Misha Zilberman | May Bar Netzer Maxim Grinblat | Alexander Bass Ariel Shainski |
| Damendoppel  | Anna Kirilova Margaret Lurie     | Dana Kugel Heli Neiman        | Yuval Pugach Shery Rotshtein  |
| Damendoppel  | Anna Kirilova Margaret Lurie     | Dana Kugel Heli Neiman        | Zohar Amoyal Adi Zurabovich   |
| Mixed        | Dana Danilenko Ariel Shainski    | Maxim Grinblat Anna Kirilova  | Ofir Belenky Shirel Belenky   |
| Mixed        | Dana Danilenko Ariel Shainski    | Maxim Grinblat Anna Kirilova  | Gal Hiram Dana Kugel          |